# National Football League 1930s All-Decade Team
Das National Football League 1930s All-Decade Team beinhaltet die Liste der besten NFL-Spieler der 1930er Jahre. Die Spieler werden durch Wahl aufgenommen. Gewählt werden die American-Football-Spieler von den Verantwortlichen der Pro Football Hall of Fame. Sie werden damit für ihre Leistungen als Spieler ausgezeichnet. Eine automatische Aufnahme in die Ruhmeshalle des amerikanischen Footballsports ist damit jedoch nicht verbunden. Die Spieler werden lediglich in den Rekordbüchern der NFL geehrt. In den 1930er Jahren begannen die Spieler sich auf einzelne Positionen zu spezialisieren. Spieler, die auf unterschiedlichen Positionen spielten, waren aber immer noch zu finden. Bei der Wahl zur Ehrenliste wurden Spieler berücksichtigt, die hauptsächlich im Angriff eingesetzt wurden.
| Spielerposition | Spielername         | Profimannschaft                                   | College                                         |
| --------------- | ------------------- | ------------------------------------------------- | ----------------------------------------------- |
| Quarterback     | Arnie Herber        | Green Bay Packers                                 | University of Wisconsin–Madison                 |
| Quarterback     | Cecil Isbell        | Green Bay Packers                                 | Purdue University                               |
| Quarterback     | Earl Clark          | Portsmouth Spartans Detroit Lions                 | Colorado College                                |
| Runningback     | Cliff Battles       | Boston Braves Boston Redskins Washington Redskins | West Virginia Wesleyan College                  |
| Runningback     | Beattie Feathers    | Chicago Bears Brooklyn Dodgers Green Bay Packers  | University of Tennessee                         |
| Runningback     | Alphonse Leemans    | New York Giants                                   | University of Oregon                            |
| Runningback     | Ken Strong          | Staten Island Stapletons New York Giants          | New York University                             |
| Runningback     | John McNally        | Green Bay Packers Pittsburgh Steelers             | St. John’s University                           |
| Fullback        | Bronko Nagurski     | Chicago Bears                                     | University of Minnesota                         |
| Fullback        | Clarke Hinkle       | Green Bay Packers                                 | Bucknell University                             |
| End             | Bill Hewitt         | Chicago Bears Philadelphia Eagles                 | University of Michigan                          |
| End             | Don Hutson          | Green Bay Packers                                 | University of Alabama                           |
| End             | Wayne Millner       | Boston Redskins Washington Redskins               | University of Notre Dame                        |
| End             | Gaynell Tinsley     | Chicago Cardinals                                 | Louisiana State University                      |
| Tackle          | George Christensen  | Portsmouth Spartans Detroit Lions                 | University of Oregon                            |
| Tackle          | Frank Cope          | New York Giants                                   | Santa Clara University                          |
| Tackle          | Joe Stydahar        | Chicago Bears                                     | West Virginia University                        |
| Tackle          | Albert Glen Edwards | Boston Braves Boston Redskins Washington Redskins | Washington State University                     |
| Tackle          | Bill Lee            | Brooklyn Dodgers Green Bay Packers                | University of Alabama                           |
| Guard           | Ox Emerson          | Portsmouth Spartans Detroit Lions                 | University of Texas                             |
| Guard           | Dan Fortmann        | Chicago Bears                                     | Colgate University                              |
| Guard           | Charles Goldenberg  | Green Bay Packers                                 | University of Wisconsin–Madison                 |
| Guard           | Russ Letlow         | Green Bay Packers                                 | University of San Francisco                     |
| Center          | Mel Hein            | New York Giants                                   | Washington State University                     |
| Center          | George Svendsen     | Green Bay Packers                                 | Oregon State University University of Minnesota |